# Uneasy Listening Vol. 1
Uneasy Listening vol. 1 è una raccolta degli HIM realizzata nel 2006 dalla Sony BMG.
Contiene versioni speciali di brani tratti, per la maggior parte, dai singoli dei precedenti album degli HIM Greatest Love Songs Vol. 666, Razorblade Romance, Deep Shadows and Brilliant Highlights e Love Metal.

## Il disco
Contiene sedici brani già apparsi in precedenti album, qui presentati in versione remixata. Sulla confezione è presente un'etichetta indicante la dicitura "Sentimental side of HIM", ad indicare la tipologia dei remix presenti, ossia in versione più soft rispetto alle versioni originali. Dopo una prima pubblicazione, a causa di problemi legali dovuti all'immagine presente in copertina, la compilation viene subito ristampata con una differente cover, rendendo la prima versione una rarità oggetto di collezione. La copertina è opera dell'artista finlandese Natas Pop e si ispira allo stile Art Nouveau di Alphonse Mucha.

## Tracce
1. The Sacrament (Disrhythm Remix) - 4:47
2. The Funeral Of Hearts (Acoustic Version) - 4:03
3. Join Me in Death (Strongroom Mix)* - 3:40
4. Close To The Flame (Rappula Tapes)* - 4:31
5. In Joy And Sorrow (String Version) - 5:04
6. It's All Tears (Drown in this Love) (Unplugged Radio Live) - 3:49
7. When Love And Death Embrace (AOR Radio Mix) - 3:39
8. Buried Alive By Love (Deliverance Version) - 6:07
9. Gone With The Sin (O.D. Version) - 4:59
10. Salt In Our Wounds (Thulsa Doom Version) - 7:02
11. Please Don't Let It Go (Acoustic Version) - 4:37
12. One Last Time (Rockfield Madness Mix)* - 5:08
13. For You (Unplugged Radio Live) - 4:09
14. The Path (P.S. Version)* - 5:04
15. Lose You Tonight (Thulsa Doom Extended)* - 8:15
16. Pretending (Acoustic) (Best Buy exclusive track) - 4:02

* tracce inedite